# Charaxes solon
Rajah Đen (Charaxes solon) là một loài bướm trong họ Nymphalidae, được tìm thấy ở vùng nhiệt đới của châu Á. Sải cánh từ 70–80 mm.
Phạm vi phân bố của loài bướm này ở Nam Á và Đông Nam Á. Nó hiện diện ở Sri Lanka, Ấn Độ, Myanma, Đông Dương, bán đảo Mã Lai, Singapore, Sumatra, Sulawesi, Philippines (Palawan, quần đảo Sulu). Tại Ấn Độ, loài bướm này xuất hiện ở Nam Ấn Độ và bên phải Himalaya từ Kumaon, Sikkim, vào Bhutan, qua Assam vào Myanma. Ít nhất tại Nam Á, nó không phải là loài hiếm hoi..
Con sâu bướm thường ăn loài Fabaceae, như Tamarindus indica. Ít nhất ở Borneo nhưng cũng có thể cây khác.

## Hình ảnh

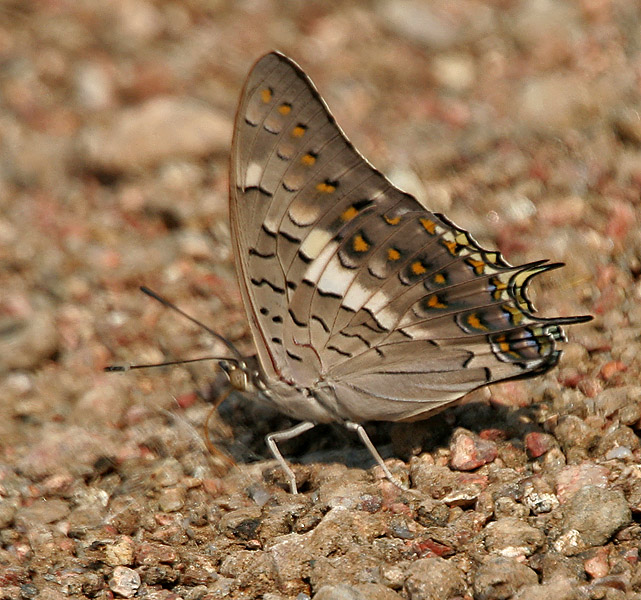
Tại Khu bảo tồn thiên nhiên Kawal, Ấn Độ.
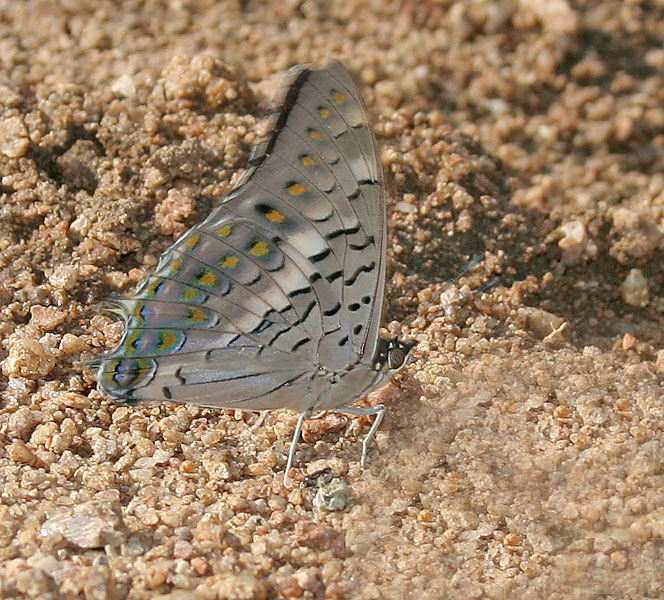
ở Narsapur, quận Medak, Ấn Độ.
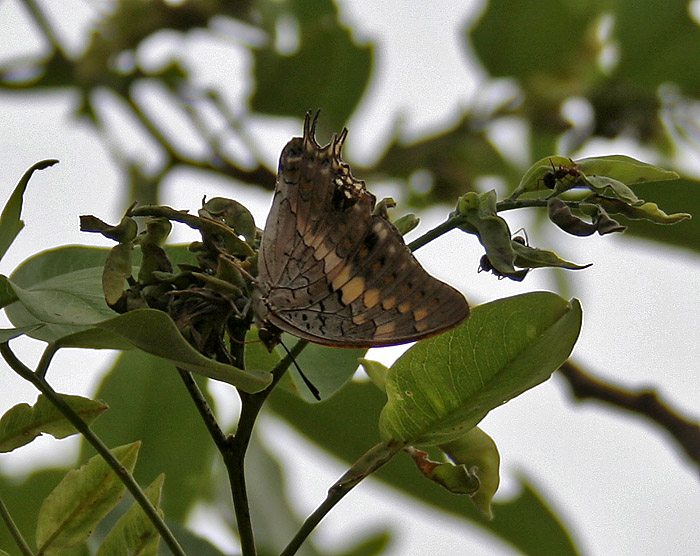
Ở Hyderabad, Ấn Độ.
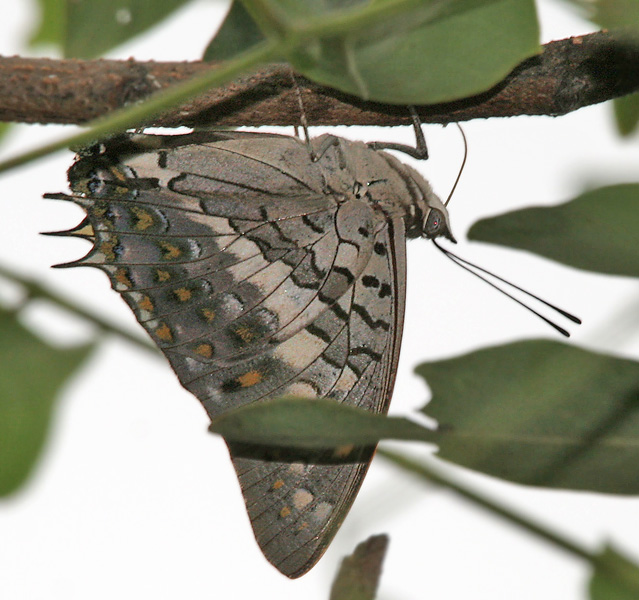
Tại Hyderabad, Ấn Độ.

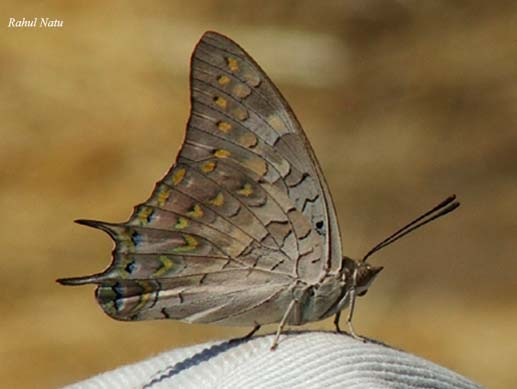
Phía dưới
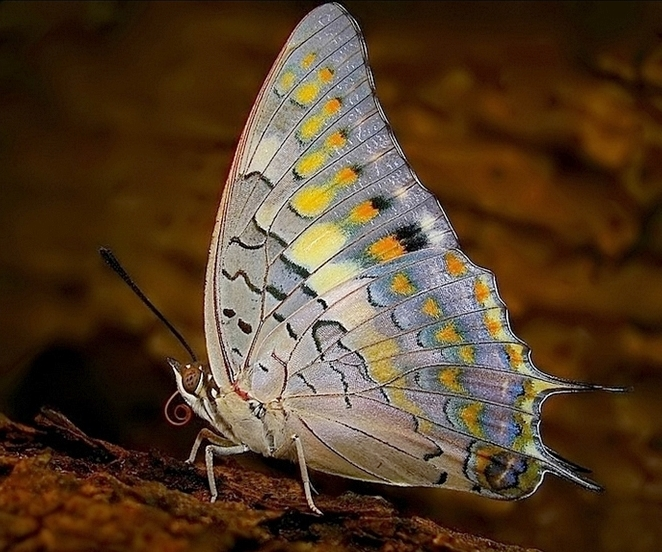
Black Rajah resting on Pongamia pinnata trunk in Mumbai at MAhim Nature Park  Lưu trữ ngày 13 tháng 12 năm 2010 tại Wayback Machine by MMRDA